# Stenocercus iridescens
Espèce
Synonymes
- Liocephalus iridescens Günther, 1859
- Ophryoessoides iridescens (Günther, 1859)

Statut de conservation UICN

 LC  : Préoccupation mineure
Stenocercus iridescens est une espèce de sauriens de la famille des Tropiduridae.

## Répartition
Cette espèce se rencontre :
- en Équateur dans les provinces d'Azuay, de Cotopaxi, d'El Oro, d'Esmeraldas, de Guayas, de Los Ríos, de Manabí ;
- en Colombie ;
- dans le nord-ouest du Pérou.

## Publication originale
- Günther, 1859 : Second list of cold-blooded vertebrata collected by Mr. Fraser in the Andes of Western Ecuador. Proceedings of the Zoological Society of London, vol. 1859, p. 402-420 (texte intégral).